# NGC 6394
NGC 6394 é uma galáxia espiral barrada (SBb) localizada na direcção da constelação de Draco. Possui uma declinação de +59° 38' 24" e uma ascensão recta de 17 horas, 30 minutos e 21,3 segundos.
A galáxia NGC 6394 foi descoberta em 7 de Julho de 1885 por Lewis A. Swift.